# القوات الخاصة الأمريكية
نشأت القوات الخاصة الحديثة عام 1952.ومن أساليب القوات الخاصة التي غالبا ما تكون من القوات المحمولة جوا أو المظليين المؤهلين وذوي الحس الأمني العالي، التدريب على التسلل خلف خطوط العدو وأراضيه بالاتصال وتنظيم المعارضة الداخلية ضمن عمليات عصابية.وتقوم الأفرع الثلاثة للقوات المسلحة الأميركية المتمثلة في الجيش والقوات البحرية والجوية بتوفير قوات العمليات الخاصة. وأصبحت هذه القوات تعمل تحت قيادة مشتركة منذ عام 1987.

## النشاطات الرئيسية لقوات العمليات الخاصة الأميركية
- العمل المباشر DA.
- الاستطلاع الإستراتيجي SR.
- الحرب غير التقليدية UW.
- الدفاع الداخلي الأجنبي FID.
- الشؤون المدنية CA.
- العمليات النفسية PSYOPS.
- مكافحة الإرهاب CT.
- حرب التحالف/ الإسناد.
- العمل المدني والإنساني HCA.

أقسام القوات الخاصة في القوات المسلحة الأميركية:
- قوة دلتا Delta Force، وتقوم بمكافحة العمليات الإرهابية وإنقاذ الرهائن وتعتمد الإنزال الجوي. وفقدت العديد من أعضائها في الصومال عام 1993 عندما حاولوا اغتيال الجنرال عيديد.
- الرينجرز Rangers، وهي أولى القوات الأميركية دخولا للحرب منذ الحرب العالمية الثانية، وشاركت في عمليات فشلت في الصومال وإيران.
- استطلاع المارين Marine Recon، وهي قوات خاصة تتواجد في سفن البحرية الأميركية، ومن مهامها العمليات الاستطلاعية التي تسبق أي عمليات عسكرية.
- قوة «سيل» البحرية Navy Seals وتعني قوات البحر والجو والبر، ويمكنها العمل في الماء أو تحته والقفز بالمظلات أو التحرك البري السريع.
- القوات الخاصة لسلاح المشاة أو «القلنسوات الخضراء» Green Berets، وهي قوات متخصصة في التفجيرات وحرب العصابات، واستخدمت لتدريب القوات البوليفية التي كانت تقاوم المناضل الشيوعي جيفارا.

طرق تسلل القوات الخاصة:''
طريقة HAHO للقفز المظلي، وهي
عملية قفز من الطائرات من ارتفاعات تزيد أحيانا عن ارتفاع أعلى القمم
الجبلية في العالم، ويفتح الجنود المزودون بالأكسجين والملابس الواقية من
البرد مظلاتهم بعد القفز مباشرة.
طريقة HALO للقفز بالمظلة، وهي عملية قفز من ارتفاعات عالية، ويتأخر الجنود في فتح مظلاتهم إلى نقطة تمكنهم من تجاوز مجالات ردارات الخصم.
التسلل البحري أو البري، وهي طريقة أخرى تمكن القوات الخاصة من التسلل خلف خطوط الخصم عبر المجاري المائية أو الغابات والصحاري.
```
سبل انسحاب القوات الخاصة الأمريكية:''
```

الوسيلة الرئيسية في ذلك هي المروحية الحربية بلاك هوك، وهي مروحية متعددة الأغراض والمهام تستخدم في نقل المساعدات الطبية والجرحى، والبحث
الحربي وعمليات الإنقاذ، والتسلل، وتزويد فرق عسكرية إضافية. وتتميز هذه المروحية باتساع المدى الذي تغطيه، وقدرتها على حمل كميات كبيرة من التجهيزات، ومزودة بدروع لتحمل ضربات القنابل، ويوجد منها عدة أنواع تبعا لاختلاف المهمة، وتحمل صواريخ من نوع Hellfire ومدافع نوافذ جانبية.
معدات القوات الخاصة:''
بنادق القنص من طراز باريت 50 مم.
جهاز تحديد الموقع GPS.
أجهزة الاتصال اللاسلكية.
حقائب الظهر المتعددة الأغراض.
قاذفة القنابل اليدوية، وهي بندقية M16 شبه أتوماتيكية للقنابل اليدوية M201.
الدروع الشخصية.
ألغام الكليمور.
مسدس سيج ساور شبه الأتوماتيكي.
قنبلة يدوية فوسفورية M15.
رشاش خفيف إف أن مينيمي.
منظار ليلي.